# گرید (بازی ویدئویی)
گرید (انگلیسی: Grid) یک بازی ویدئویی در سبک بازی ویدئویی کورسی است که توسط کدمسترز و در سال ۲۰۱۹ و در پلت‌فرم‌های پلی‌استیشن ۴، اکس‌باکس وان، و مایکروسافت ویندوز منتشر شده‌است.